# 李从昶
李从昶（899年—938年），原名李继昶，五代十国时后晋深州博野县人。李茂贞次子。
李从昶十余岁时任本道中军使。作为纨绔子弟，以游玩宴乐为务，善音乐绘画，崇信佛教。喜欢接待宾客，以文翰为赏。后唐同光年间授泾州节度使，唐明宗天成元年（926年）改名李从昶，天成四年（929年）移镇镇国军节度使（治所在华州）。长兴四年（933年）改为忠武军节度使（治所在许州）。唐末帝清泰二年（935年）入朝转任左龙武统军。无良政可褒，无苛法可贬。后晋天福年间，在官任上去世，赠太尉。